# Abillament semiformal

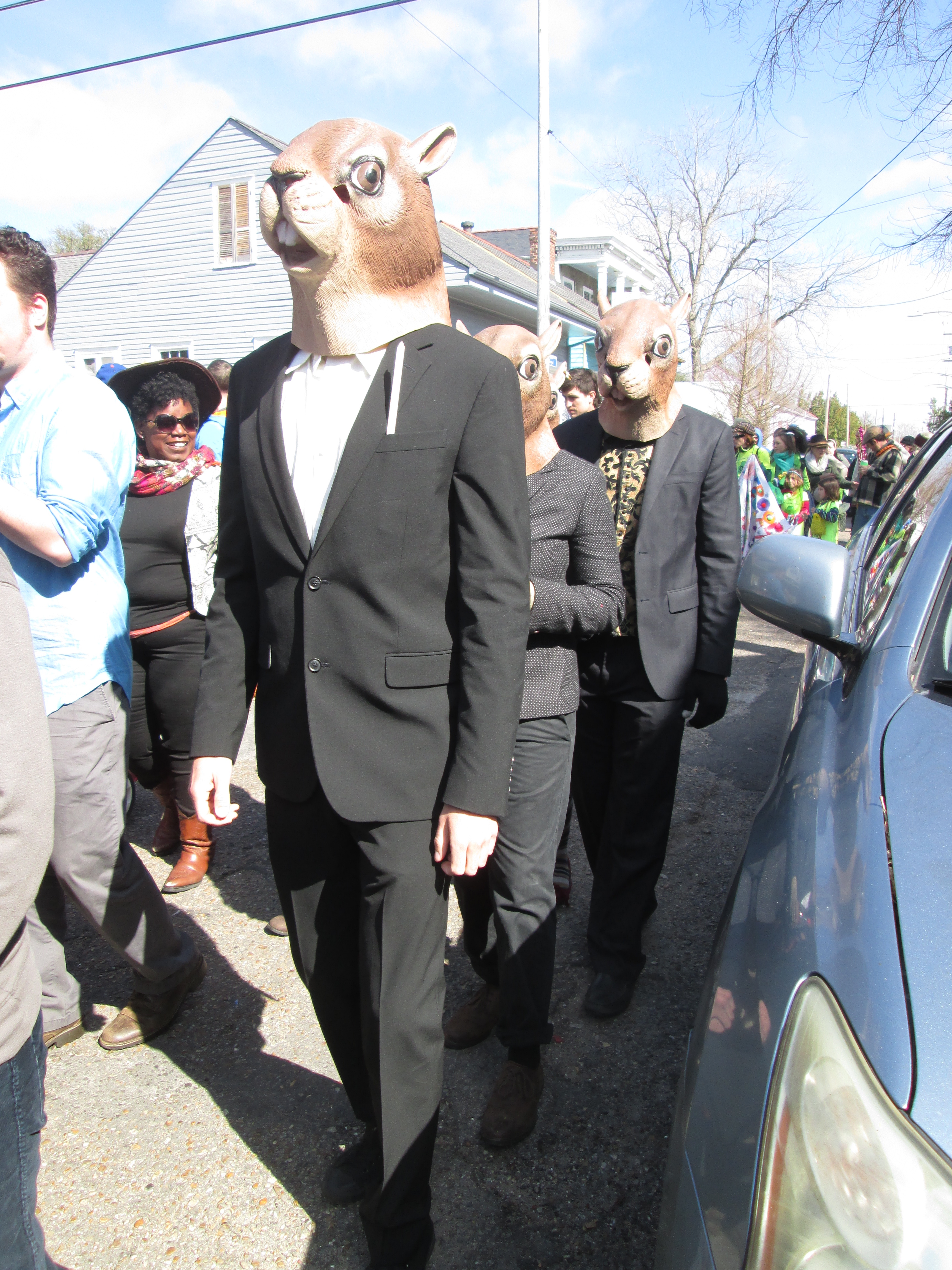
vestit semiformal

La roba semiformal o abillament semiformal, és un conjunt de codis de vestir que indiquen el tipus de roba que s'utilitza per a esdeveniments amb un nivell de formalitat intermedi entre l'abillament  informal i l'abillament formal. En l'era moderna, la interpretació típica per als homes és l'esmòquing per a la nit i el vestit negre durant el dia, correspost per un vestit-pantaló o un vestit de nit per a les dones.
El fet de si es tria vestir semiformal de matí o de nit, s'ha definit tradicionalment en funció de si l'esdeveniment començarà abans o després de les 6:00 p.m.
A part d'això, es poden permetre versions equivalents, com ara vestits cerimonials (incloent uniformes diplomàtics i vestits acadèmics), vestits religiosos, vestits nacionals i vestits militars.

## Roba de nit: vestit de sopar "black tie"
Per a la roba de nit (després de les 6 p.m.), el codi és "black tie". En el vestit de nit formal o en el vestit de corbata blanca, aquesta pràctica de substituir els colors de les corbates és molt menys comú, ja que la moda masculina tendeix a seguir la tradició, més arreladament, a mesura que es torna més formal.
Els orígens del vestit de nit semiformal es remunten a finals del segle XIX, quan Eduard, Príncep de Gal·les (posteriorment Eduard VII), va triar un vestit per sopar més còmode que la jaqueta de cua.
A la primavera de 1886, el Príncep va convidar James Potter, un ric novaiorquès, i la seva esposa Cora a Sandringham House, la finca de caça del Príncep a Norfolk. Quan Potter va preguntar pel codi de vestimenta per al sopar del Príncep, aquest el va enviar al seu sastre, Henry Poole&Co., a Londres, on li van confeccionar un vestit segons les especificacions del Príncep amb l'esmòquing.
En tornar al Tuxedo Park, Nova York, el 1886, l'esmòquing de Potter va esdevenir popular al Tuxedo Park Club. No gaire després, quan un grup de membres del club va decidir portar aquests vestits en un sopar al restaurant Delmonico's, també a la ciutat de Nova York, els altres comensals es van sorprendre; com explicació, els del grup, van dir que aquest tipus de vestit o "esmòquing", era popular al Tuxedo Park Club, i així va passar a ser conegut amb aquest nom.
Des de la seva creació fins a la dècada de 1920, aquest esmòquing es va considerar un abillament apropiat per sopar a casa o al club, mentre que el frac es mantenia com a apropiat per a les aparicions públiques.

## Alternatives complementàries
Per a un sopar formal, els oficials i sotsoficials dels serveis uniformats generalment usen abillaments equivalents al "black tie" i al vestit de nit. Els uniformes de menjador poden variar segons les respectives branques de les forces armades, regiments o cossos dels qui els usen, però generalment inclouen un abric curt estil Eton que arriba fins a la cintura. Alguns inclouen camises blanques, ocelletes negres i armilles escotades, mentre que altres presenten colls alts que s'ajusten al voltant del coll i les seves corresponents armilles de coll alt. Els serveis armats d'algunes nacions tenen variants equivalents de "black tie" i "white tie" com a abillament informal.